# Prvenstvo Hrvatske u vaterpolu 2011./12.
Prvenstvo Hrvatske u vaterpolu 2011./12. se kao i prethodne sezone odigravalo nakon završetka Jadranske liga. Četiri ekipe koje su ostvarile najbolji plasman u Jadranskoj ligi sudjelovale su u doigravanju za pobjednika prvenstva Hrvatske u vaterpolu.

## Klubovi sudionici
(u zagradama plasman u Jadranskoj ligi)
- za prvaka
  - Jug Croatia Osiguranje, Dubrovnik (2.)
  - Primorje Erste Banka, Rijeka (3.)
  - Mladost, Zagreb (4.)
  - Mornar Brodospas, Split (6.)
- za plasman
  - OVK POŠK, Split (8.)
  - Medveščak, Zagreb (9.)
  - Jadran, Split (12.)
  - Šibenik (13.)

## Rezultati

### Za prvaka
|                                                | 1.klub      | omjer | 2.klub    | rezultati           |
| ---------------------------------------------- | ----------- | ----- | --------- | ------------------- |
| poluzavršnica                                  | Jug CO      | 2-0   | Mladost   | 12:2, 10:9          |
| poluzavršnica                                  | Primorje EB | 2-0   | Mornar BS | 14:4, 11:6          |
|                                                |             |       |           |                     |
| za 3. mjesto                                   | Mladost     | 2-1   | Mornar BS | 15:8, 9:10, 11:6    |
|                                                |             |       |           |                     |
| za prvaka                                      | Primorje EB | 1-3   | Jug CO    | 8:9, 8:10, 6:5, 7:9 |
|                                                |             |       |           |                     |
| rezultat podebljan - domaća utakmica za 1.klub |             |       |           |                     |

### Za plasman
|                                                | 1.klub    | omjer | 2.klub    | rezultati       |
| ---------------------------------------------- | --------- | ----- | --------- | --------------- |
| poluzavršnica                                  | Jadran    | 2-0   | Medveščak | 9:8, 11:7       |
| poluzavršnica                                  | OVK POŠK  | 2-0   | Šibenik   | 12:7, 12:6      |
|                                                |           |       |           |                 |
| za 7. mjesto                                   | Medveščak | 2-0   | Šibenik   | 18:9, 13:6      |
|                                                |           |       |           |                 |
| za 5. mjesto                                   | OVK POŠK  | 2-1   | Jadran    | 10:7, 9:11, 8:5 |
|                                                |           |       |           |                 |
| rezultat podebljan - domaća utakmica za 1.klub |           |       |           |                 |

## Konačni poredak
1. Jug Croatia Osiguranje Dubrovnik
2. Primorje Erste Banka Rijeka
3. Mladost Zagreb
4. Mornar Brodospas Split
5. OVK POŠK Split
6. Jadran Split
7. Medveščak Zagreb
8. Šibenik

## Poveznice i izvori
- Jadranska vaterpolska liga 2011./12.
- 1.B HVL 2012.
- 2. HVL 2012.
- 3. HVL 2012.
- hvs.hr  Arhivirana inačica izvorne stranice od 21. ožujka 2014. (Wayback Machine) rezultati prvenstva